# Пісочник усурійський
Пісочник усурійський (Charadrius placidus) — вид сивкоподібних птахів родини сивкових (Charadriidae).

## Поширення
Вид поширений у Східній Азії. Гніздиться на Далекому Сході Росії, у північно-східній і східній частинах Китаю, у Кореї та Японії; ізольована популяція також є на північному сході Індії (західний Аруначал-Прадеш). Зимує від східного Непалу та північно-східної Індії до північного Індокитаю, південного Китаю, Південної Кореї та Японії. Населяє береги річок, струмків і озер з дрібною круглою галькою і камінням.

## Опис
Тіло завдовжки тіла до 18 см, вага тіла близько 40 г. Нижня частина тіла білого кольору. Верхні пір'їни темні, часто сірі або з коричневим відтінком. На горлі є характерна темна смуга – майже чорна. Очі невеликі, навколо них жовті та яскраві пір'їнки.

## Спосіб життя
Харчується водними комахами, ракоподібними та молюсками. Птахи створюють пару на все життя. Після спаровування самиця робить невелику ямку у піску і відразу відкладає яйця. У кладці від 2 до 4 яєць. Інкубація триває 26 днів. У висиджуванні беруть участь як самці, і самиці. Після появи світ молодняк швидко залишає гніздо, але довго залишається біля батьків.